# Whisky Galore
Whisky Galore is een roman van de Britse auteur Compton Mackenzie, gepubliceerd in 1947. Het boek was het succesvolste werk van deze auteur, die destijds in het landhuis Suidheachan op het eiland Barra in de Buiten-Hebriden woonde. De roman beschrijft de gebeurtenissen die zich voordeden nadat het vrachtschip S.S. Politician op 4 februari 1941 nabij Eriskay schipbreuk had geleden, waarna de plaatselijke bewoners honderden kratten met whiskyflessen verduisterden. Mackenzie veranderde de naam van het schip in S.S. Cabinet Minister en verplaatste de handeling naar de fictieve eilandjes Great Todday en Little Todday (Todaidh Mòr en Todaidh Beag). Hij droeg het boek op aan ‘al mijn dierbare vrienden in Barra’ en voegde achterin een glossarium van de gebezigde Schots-Gaelische uitdrukkingen toe. Twee jaar na de publicatie werd het boek verfilmd.

## Samenvatting
De Engelse sergeant-majoor Alfred Odd heeft enkele dagen verlof tijdens de Tweede Wereldoorlog en is naar Todday in de zuidelijke Buiten-Hebriden gekomen om in overleg met de kruidenier Joseph Macroon, de vader van zijn verloofde Peigi Ealasaid, een huwelijksdatum vast te leggen. Joseph houdt de boot af. De inwoners van Great en Little Todday wantrouwen elkaar omdat het ene eiland protestants en het andere katholiek is. Kapitein Waggett, die in een voornaam landhuis woont en de lokale afdeling van de British Home Guard leidt, beschouwt zichzelf als de plaatselijke notabele en tracht voortdurend, tevergeefs, het respect van de eilandbewoners af te dwingen. In de hotelbar wordt gemord omdat de whisky door oorlogsomstandigheden gerantsoeneerd is; dit grijpt Waggett aan om de veiligheidsdiensten in North Uist omtrent ‘onvanderlandslievende uitlatingen’ in te lichten. Daarop stuurt de veiligheidsdienst een hoogst ongeloofwaardige spion, die de gesprekken in de hotelbar afluistert. George Campbell, de schoolmeester van het gehucht Snorvig, wil ondertussen met zijn geliefde Catrìona trouwen, maar ontbeert de moed om dit aan zijn tirannieke moeder te melden.
Een verlovingsfeest wordt op Todday een rèiteach genoemd, wat Alfred Odd steevast als ‘rayjack’ uitspreekt. Wanneer hij dit terloops aan kapitein Waggett vermeldt, denkt die dat het een geheim wapen is om radiosignalen te onderscheppen. Waggett wordt steeds achterdochtiger en draagt Odd op, de discipline onder de vrijwiligerstroepen te verbeteren met militaire exercities. Nergens is nog whisky te vinden, behalve bij Waggett, die enkele flessen voor zijn eigen gebruik achterhoudt.
Alles verandert wanneer de S.S. Cabinet Minister op de klippen loopt in de zeestraat tussen de beide Toddays. Aan boord zijn tienduizenden flessen whisky van uiteenlopende merken, die bestemd zijn voor Amerika en waarop dus geen accijnzen zijn betaald. Waggett wil het scheepswrak laten wegtakelen, maar de diensten in Uist achten zich daarvoor niet bevoegd. Nu werken de inwoners van Great en Little Todday intensief samen om de boot bij nacht en ontij zoveel mogelijk van zijn kostbare lading te ontdoen; her en der op beide eilanden worden whiskyflessen verborgen. Wanneer Waggett wordt uitgenodigd op een feest om de dubbele verloving aan te kondigen, verpest hij de sfeer door met zware straffen voor smokkelaars te dreigen: deze whisky was bedoeld als oorlogsfinanciering.
George Campbell gaat eindelijk de confrontatie met zijn moeder aan, die hem dwingt te kiezen tussen haar en Catrìona. Gesterkt door grote hoeveelheden whisky houdt George voet bij stuk; zijn moeder moet inbinden en verlaat het huis. Ten langen leste kan Waggett de veiligheidsdiensten in Uist overtuigen een kijkje op de beide Toddays te komen nemen. Peigi Ealasaid en haar moeder slaan in paniek en gieten halsoverkop de voorraad whisky weg die hun vader in zijn stal verborgen had. Joseph is buiten zichzelf van verdriet.
Sergeant-majoor Odd heeft in de tussentijd catechismuslessen bij een katholieke pastoor gevolgd; op die wijze kan hij zich bekeren, waardoor Joseph Macroon geen redelijk bezwaar meer tegen hem als schoonzoon zal kunnen opwerpen. Zijn moeder is vanuit Nottingham naar Todday gereisd en heeft het daar uitstekend naar haar zin. Ze overweegt er permanent te komen wonen. Het huwelijk wordt voltrokken en alles loopt goed af.

## Receptie
Whisky Galore is een bekende Schotse roman. Het boek hangt een geromantiseerd beeld met een happy ending op van de gebeurtenissen uit 1941; in werkelijkheid werden echter meerdere van de smokkelaars gearresteerd en tot maandenlange gevangenisstraffen in Inverness veroordeeld. Benevens de filmadaptatie werd de roman tot een toneelstuk en musical bewerkt.
In 1957 publiceerde Mackenzie een vervolg op het boek, Rockets Galore, dat de plannen van de Britse overheid behandelde om in de Buiten-Hebriden een lanceerbasis voor raketten te bouwen.